# リュウキュウベンケイ
リュウキュウベンケイ（琉球弁慶、Kalanchoe integra）とは、ベンケイソウ科リュウキュウベンケイ属の多肉質の多年草。別名ヘラバトウロウソウ。

## 概要
日本では琉球諸島（沖永良部島、与論島、沖縄島、伊江島、宮古島、伊良部島、多良間島）に、日本国外では台湾、中国南部、東南アジアに自然分布するが、日本では伊良部島以外の現状は不明であり、伊良部島の個体群も栽培個体が逸出した可能性がある。また、栽培個体は分布地だけでなく各地で見ることができる。自然状態では、日当たりのよい海岸や岩礫地、岩上などに生育する。

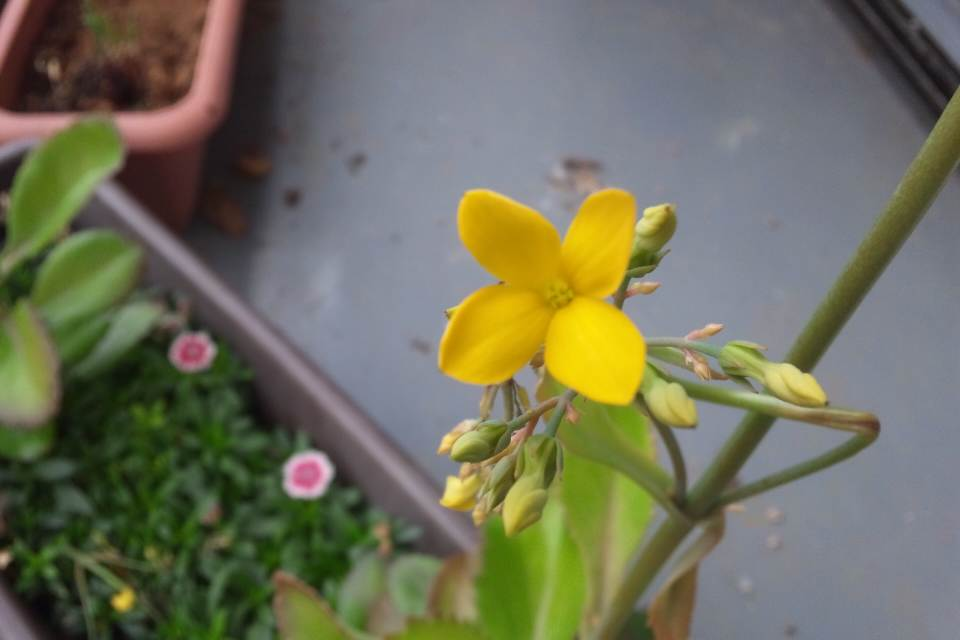
リュウキュウベンケイの花。栽培個体を撮影。

多肉質の多年草。草丈は30-100cmで、茎は斜上または直立する。葉は対生、へら状長楕円形で、長さ5-20cm、多肉質、葉縁には鈍い鋸歯があり、3裂することがある。葉柄がある。花期は1-4月。花序は散房花序で茎の頂端に付く。花弁は4枚あり、花冠はつぼ型あるいは高杯形、色は黄色-橙色だが基部のみ緑色。

## 保護上の位置づけ
野生絶滅（環境省レッドリスト）
生育地である下記の地方公共団体が作成したレッドデータブックに掲載されている。
- 鹿児島県：野生絶滅
- 沖縄県：絶滅危惧IA類

本種の野生個体は、園芸用の採取や生育地の開発などが原因で絶滅したと考えられており、自然環境で確認される個体は栽培個体が逸出したものとされている。そのため環境省及び鹿児島県のレッドデータブックで「野生絶滅」で評価されているが、沖縄県のレッドデータブックでは、上述の伊良部島の個体群が野生個体か栽培品の逸出個体かはっきりしないため、「絶滅危惧IA類」で評価されている。

## ギャラリー
熱帯ドリームセンター（沖縄県本部町）にて撮影
- 花弁は4–5枚
- 葉
- 鉢植え